# Placówka Straży Granicznej I linii „Gródek”
Placówka Straży Granicznej I linii „Gródek” – jednostka organizacyjna Straży Granicznej pełniąca służbę ochronną na granicy polsko-rumuńskiej w latach 1937–1939.

## Formowanie i zmiany organizacyjne
Rozporządzeniem Prezydenta Rzeczypospolitej Polskiej Ignacego Mościckiego z 22 marca 1928 roku, do ochrony północnej, zachodniej i południowej granicy państwa, a w szczególności do ich ochrony celnej, powoływano z dniem 2 kwietnia 1928 roku  Straż Graniczną.
Zgodnie z rozkazem Generalnego Inspektora Sił Zbrojnych z 8 stycznia 1937 roku Straż Graniczna przejęła od Korpusu Ochrony Pogranicza odcinek granicy polsko–rumuńskiej.
Rozkazem nr 1 z 31 marca 1937 roku w sprawach [...] likwidacji i tworzenia placówek, komendant Straży Granicznej ppłk Jan Jur-Gorzechowski utworzył komisariat SG „Zaleszczyki”. 
Placówka Straży Granicznej I linii „Gródek” weszła w jego skład.